# 魔法擂台
《魔法擂台》（英語：The Magic Ring）是香港電視廣播有限公司有史以來第一次以魔術為主題，製作的魔術真人表現節目，全節目共13集，由森美主持，旁白陳永業。該節目於2011年4月2日起逢星期六晚上20:30-21:30於翡翠台、高清翡翠台及MyTV播出，及於MyTV提供節目重溫。

## 口號
「魔法擂台，睇到你目瞪口呆，Magic!」

## 比賽規則
每集四位參賽者表演自選魔術，三位評判將按參賽者的台風、造型、創意、技巧、觀眾反應等項目，給予A至E等級評分〈A為最高級，E為最低級〉，參賽者表演前會自我評估得分，估中可得總值一萬元的獎金獎品。另外，美女觀魔團會選出「我最喜愛的魔術師」，勝出者可獲豐富獎品。初賽成績名列前茅者，可進入決賽，爭奪冠軍殊榮。

## 比賽結果

### 初賽 (第1-11集)
| 集數 | 參賽魔術師 (表演項目)                                                            | 評分                    |
| 01   | 余開輝 (錢錢錢) 羅樂聰 ("環"是我最好) 吳佩隆 (花花舞士) 葉望風 (撲克牌·魔術手)   | B-B-C B-C-D A-B-B       |
| 02   | 吳家瑋 (消失的指環) The Legend (愛的魔力) 高添羽 (錦繡華彩) 陳柏圖 (氣球狂想曲)  | A-B-B A-B-C C-D-D B-D-D |
| 03   | 邱宇傑 (魔法課堂) 洪興龍 (牌舞飛揚) 張國洲 (Tea Time) 陳耀光 (魔幻念力)          | B-C-D B-C-C A-A-A C-D-E |
| 04   | 周士傑 (百法百變) 葉劍洋 (「環」我出色) 黃志輝 (鬼馬蠱惑繩) 陳志堅 (神出牌沒)    | B-C-D B-D-E C-D-D A-D-D |
| 05   | Jose Antonio (瓶瓶出奇) 黃偉納 (觸此彼動) 李澤邦 (妙手尋球) 李浩鋒 (反斗硬幣)    | C-C-C A-B-B A-A-A C-D-D |
| 06   | 鄭家禧 (變鳥奇觀) 林雋樂 (為愛變心) 周靜濤 (不解之迷) 易永漢 (心有靈通)          | B-C-E C-D-D A-D-E C-D-D |
| 07   | 鄭裕康 (千變萬臉) 楊善曜 (奇妙的約會) 王熙文 (魔力環) 李曉陽 (情深幻變)          | C-D-D D-D-E C-C-D B-B-B |
| 08   | 邱慶中 (魔燈幻彩) 陳柏宏 (繽紛魔樂園) 鄭耀邦 (「飛」常情書) 朱柱華 (撲克牌預言)  | A-B-B A-A-B A-A-A B-C-C |
| 09   | 溫忠政 (杯中溫情) 馮孟成 (不可思議的念力) 潘浩廷 (「蝠」星魔法) 侯 荻 (紅白風姿) | A-B-B C-C-C B-B-B C-C-C |
| 10   | 蔡 霖 (傘舞風中轉) 朱岳鵬 (瑰麗光華) 司徒志毅 (妙感撲克) 陳毅榆 (幻彩『碟』影)   | C-D-D A-B-B C-C-D       |
| 11   | (霹靂舞士道) 阮靖敏 (魔法茶座) 王宇翔 (魔幻紙牌) 陳昭榮 (花姿魅影)               | A-A-A B-D-D A-A-B B-C-D |

### 組合賽 (第12集)
初賽中獲得「我最喜愛的魔術師」獎的十一位參賽魔術師會分成四組進行比賽，每組會表演自選魔術，由評判評分，評分標準以A至E代表〈A為最高級，E為最低級〉，並會選出「最喜愛魔術組合」獎，以及「我終極最喜愛的魔術師」獎。
| 「參賽組合」(成員)                             | 表演項目         | 評分  |
| 「神奇俠侶」(周靜濤、王熙文)                   | 魔幻邂逅         | B-B-B |
| 「魔法合家歡」(邱宇傑及邱梓維、葉劍洋、溫忠政) | 一家大細開心變   | B-B-C |
| 「魔幻三俠」(葉望風、吳家瑋、李澤邦)           | 魔力逼人棟篤變   | A-A-A |
| 「魔龍過江」(麥 杰、朱岳鵬)                         | 百變扮嘢魔術show | A-B-D |

- 最喜愛魔術組合：「魔幻三俠」(葉望風、吳家瑋、李澤邦)
- 我終極最喜愛的魔術師：吳家瑋

### 決賽 (第13集)
| 參賽者 | 表演項目         | 「觀衆最喜愛的魔術師」票數 |
|        | 夢傘魂           | 346                        |
| 王宇翔 | A Rose with Love | 335                        |
| 陳柏宏 | 妖魔扇           | 538                        |
| 李澤邦 | 雪               | 348                        |
| 張國洲 | 神奇的硬幣       | 369                        |

- 觀衆最喜愛的魔術師：陳柏宏 (538票)
- 魔法之王(冠軍)：李澤邦

## 每集內容
| 集數 | 播映日期 | 評判                                                                                    | 表演嘉賓                                      | 美女觀魔團團員                                                      | 我最喜愛的魔術師             |
| 01   | 4月2日   | 王者匡、 譚永銓、 胡凱倫                                                                | 甄澤權(萬劍穿身)、 胡凱倫、呂慧儀(玻璃樽之吻) | 周家蔚、 林欣彤、 陳庭欣、 楊秀惠、 賈曉晨                          | 葉望風(撲克牌‧魔術手)        |
| 02   | 4月9日   | 王者匡、 譚永銓、 胡凱倫                                                                | 胡凱倫(隱形速遞)、 譚永銓(紙舞翩翩)           | 宋熙年、 劉倩婷、 諸葛梓岐、 趙頌茹、 高海寧                        | 吳家瑋(消失的指環)           |
| 03   | 4月16日  | 譚永銓、 胡凱倫、 甄澤權                                                                | 胡凱倫(與棒共舞)                              | 羽翹、 石詠莉、 張秀文、 楊秀惠、 呂慧儀                            | 邱宇傑(魔法課堂)             |
| 04   | 4月23日  | 王者匡、 譚永銓、 胡凱倫                                                                | 胡凱倫(眾裡尋它)                              | 鄧穎芝、 周家蔚、 莊思明、 呂慧儀、 李蘊                            | 葉劍洋(「環」我出色)         |
| 05   | 4月30日  | 譚永銓、 Miracle Callaci、 程廣生                                                       | Mirko Callaci(夢幻時刻)                       | 莊思敏、 劉欣宜、 黃山怡、 陳鈺芸、 李雪瑩                          | 李澤邦(妙手尋球)             |
| 06   | 5月7日   | 譚永銓、 程廣生、 張達明                                                                | 孫曉楠(撲克皇后)                              | 麥貝夷、 黃子菲、 羽翹、 李亞男、 張慧雯                            | 周靜濤(不解之迷)             |
| 07   | 5月14日  | 王者匡、 譚永銓、 程廣生                                                                | 程廣生(信不信由你)                            | 周家蔚、 何雁詩、 吳若希、 區文詩、 朱慧敏                          | 王熙文(魔力環)               |
| 08   | 5月28日  | 王者匡、 譚永銓、 茹仙古麗                                                              | 茹仙古麗(幻變萬千)                            | 沈卓盈、 梁嘉琪、 張莉莎、 楊汀叮、 Kellyjackie                     | 鄭耀邦(「飛」常情書)         |
| 09   | 6月4日   | 王者匡、 譚永銓、 茹仙古麗                                                              | 李行齊(火鳥行者)                              | 詩雅、 貝安琪、 黎美言、 張紋嘉、 張惠雅                            | 溫忠政(杯中溫情)             |
| 10   | 6月11日  | 王者匡、 譚永銓、 茹仙古麗                                                              | Jeremy Pei(魔力歡騰)、 王者匡(歡樂撲克牌)     | 陳自瑤、 馬賽、 李蘊、 葉慧婷、 張靈                                | 朱岳鵬(瑰麗光華)             |
| 11   | 6月18日  | 王者匡、 譚永銓、 程廣生                                                                | 王者匡(奇妙的預感)                            | 呂慧儀、 陳美詩、 楊愛瑾、 楊梓瑤、 董敏莉                          | (霹靂舞士道)                 |
| 12   | 6月25日  | 高志森、 胡楓、 劉謙                                                                    |                                               | 呂慧儀、 周家蔚、 何雁詩、 高海寧、 鄧穎芝、 吳若希、 羽翹、 賈曉晨 | *比賽結果參見組合賽 (第12集) |
| 13   | 7月2日   | 譚永銓、 王者匡、 劉謙、 胡凱倫、 程廣生、 甄澤權、 Mirko Callaci、 深井洋正、 茹仙古麗 |                                               | 陳嘉桓、 李蘊、 宋熙年、 陳庭欣、 沈卓盈                            |                              |

## 爭議

### 評判恐嚇參賽者事件
在魔法擂台第五集，參賽者李浩鋒表演時，他發現Eric(程廣生)和Albert(譚永銓)都沒有留意他，二人只顧著聊天，兩位評判被他批評浪費時間，而Eric更罵他：「阻住我返屋企瞓覺」，而李浩鋒不滿就反駁，但竟然Eric就作出疑似具恐嚇性的的言論。而這句言論亦引起李浩鋒的人身安全受到嚴重威脋，之後他在Youtube上講述當日比賽的情況，又要求Eric收回言論並道歉，之後他又在社交綱站Facebook聯署有關行動，不足48小時已有接近500人支持。

### 參賽者火燒白鴿事件
在魔法擂台第六集，參賽者鄭嘉禧表演變白鴿時另一隻手的火還未熄滅，結果被評判之一程廣生（Eric）表明白鴿是魔術師的助手，更狠評其火燒白鴿。除此之外，Eric亦對其的表現非常不滿意。另一個評判譚永銓（Albert）更只講了「對唔住」就把咪高峰丟在其自己的評判台上。最後Eric給予其評分為C，而Albert更只給予其E。
該集之後不少網民認為兩位評判的意見過分苛刻，更在網上找到兩位評判失手的片段並放上討論區。而朱氏魔術獎門人亦在之後拍片，自稱其是香港第一個用白鴿變魔術的人。在短片中完全反駁Albert的評語和評分，更表明變白鴿是一個難度非常高的魔術，並對參賽者鄭嘉禧給予極高的評語及評分為A。

## 記事
- 2011年5月21日：由於播映特備節目《萬衆同心公益金》，本節目暫停播映。
- 2011年7月2日：本節目最後一集，播映時間為晚上20:30-22:00。

## 外部連結
- 無綫電視節目網頁 - 魔法擂台 （页面存档备份，存于）

## 電視節目的變遷
| 香港無綫電視翡翠台、高清翡翠台 星期六 20:30-21:30 時段 | 香港無綫電視翡翠台、高清翡翠台 星期六 20:30-21:30 時段 | 香港無綫電視翡翠台、高清翡翠台 星期六 20:30-21:30 時段 |
| ------------------------------------------------------ | ------------------------------------------------------ | ------------------------------------------------------ |
|                                                        | 魔法擂台 (2011.04.02 - 2011.07.02)                     |                                                        |
| 蜘蛛俠3 (非綜藝節目) (2011.03.26)                      | 明愛暖萬心 (2011.07.09) (19:35-21:30)                  |                                                        |